# Gallery Weekend

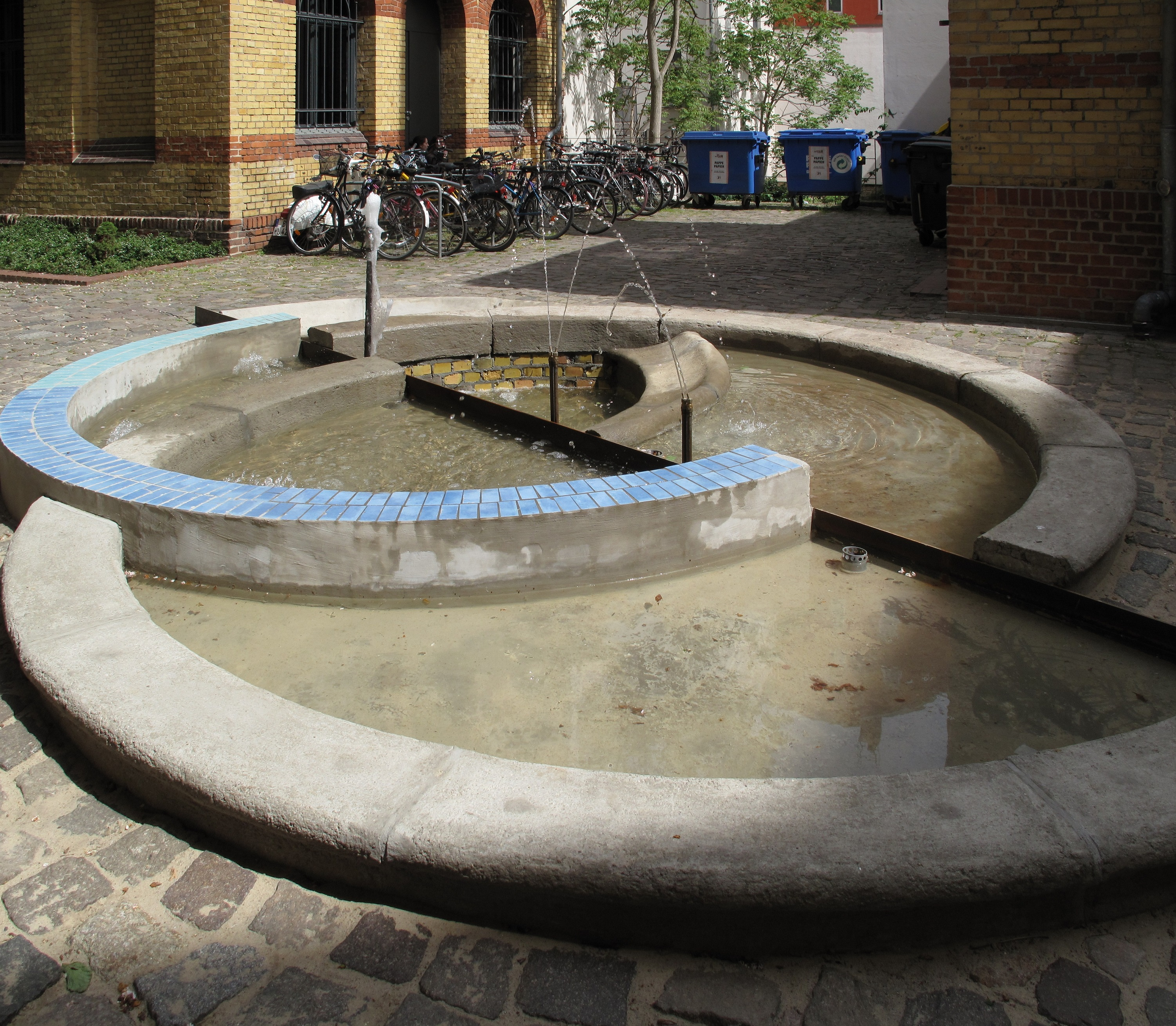
Fontes e sequestros von Renata Lucas für das Gallery Weekend 2015

Das Gallery Weekend ist eine Veranstaltung renommierter Berliner Galerien, die jedes Jahr an einem Wochenende um den 1. Mai Sammler, Kuratoren und Kunstinteressierte aus der ganzen Welt zu einem Galerienrundgang in Berlin einladen. Im Mittelpunkt stehen die Ausstellungseröffnungen der teilnehmenden Galerien am Freitagabend, die für alle Kunstinteressierten zugänglich sind. Das Gallery Weekend Berlin stellt explizit den Galerieraum als Kondensat des Kunstbetriebs in den Fokus: Kunstschaffen und -markt, Ausstellungsort und Betrachter kommen zusammen.
An dem gesamten Wochenende ziehen die Galerien mit ihrem Programm bei verlängerten Öffnungszeiten ihre Besucher an.

## Entwicklung
2005 als private Initiative Berliner Galerien gegründet, zeigen 2013 rund 50 Galerien ihre Ausstellungen mit internationalen Künstlern. Die Organisatoren sehen es als Aufgabe, die Internationalisierung des Standorts Berlin zu sichern und weiter auszubauen.
Die teilnehmenden Galerien spiegeln den Facettenreichtum einer Kunstszene wider, die sich dank des langjährigen Engagements verschiedener Galerien vom Vakuum der 90er Jahre zu einer strukturierten Szene gewandelt hat. Sie zeigen das Spektrum einer Kunststadt auf, die eine besondere Bedeutung innerhalb der internationalen Galerieszene und als Produktionsstandort zahlreicher weltweit ausstellender Künstler hat.
Das Gallery Weekend ist offen für Innovationen: 2012 wurden verstärkt junge Galerien aufgenommen und gefördert. Das Gallery Weekend gewinnt jährlich an Bedeutung und hat sich als eines der führenden Ereignisse für zeitgenössische Kunst etabliert.